# موزه قزوین
موزه قزوین در شرق دولتخانه صفوی قزوین قرار دارد. اشیای این موزه به چند گروه تقسیم می‌شوند. برخی از این اشیاء که بیشتر ظروف سفالی و اشیای مفرغی است، به هزاره‌های سوم و اول پیش از میلاد تعلق دارند. سایر اشیای این موزه مربوط به دوران اسلامی از قرون اولیه تا عهد معاصر است.